# Брустер (Канзас)
Брустер (енгл. Brewster) град је у америчкој савезној држави Канзас.

## Демографија
По попису из 2010. године број становника је 305, што је 20 (7,0%) становника више него 2000. године.
| Група             | 2000.       | 2010.       |
| Белци             | 269 (94,4%) | 272 (89,2%) |
| Афроамериканци    | 0 (0,0%)    | 0 (0,0%)    |
| Азијати           | 0 (0,0%)    | 1 (0,3%)    |
| Хиспаноамериканци | 13 (4,6%)   | 30 (9,8%)   |
| Укупно            | 285         | 305         |